# Программа «Северная Периферия»
Программа северной периферииили NPP — финансируемая Европейским Союзом программа, направленная на содействие сотрудничеству и общности между людьми, проживающими в северной части Европы. Программа дает возможность организациям, работающим в программной области, совместно работать над совместными проектами по общим вопросам и проблемам. В результате, эта программа собрала большой опыт, связанный с проживанием и работой на Крайнем Севере.

## Государства
Программа охватывает часть Швеции, Финляндии, Норвегии, Шотландии, Северной Ирландии и Республики Ирландии, а также все Фарерские острова, Исландию и Гренландию. Большая часть территории расположена к северу от Полярного круга и включает некоторые из самых северных сообществ в мире. Секретариат программы находится в Копенгагене .
К числу уникальных меньшинств в этом районе относятся инуиты, саами и шотландские и ирландские гэлы .